# جلد (فلم 2019)
جلد (بالإنجليزية: Skin)، هُو فيلم وثائقي نيجيري صدر سنة 2019 وأخرجته نارايا بيفرلي.